# 강철원
강철원(姜哲元, 1958년 1월 27일 ~ )은 대한민국의 전 프로 야구 선수로, 1982년부터 1986년까지 KBO 리그 팀 OB 베어스와 청보 핀토스에서 뛰었다. 포지션은 투수였고, 우투우타였으며 언더핸드로 공을 던졌다. KBO 리그 통산 기록은 39경기 출전 9승 4패 평균자책점 5.02, 탈삼진 41개이다.
동대문상업고등학교를 졸업하고, 1977년 농협에 입단해 군팀 상무에서 뛰다 농협으로 복귀했다. 1982년 한국 프로 야구 OB 베어스의 원년멤버로 활동하였다. 1982년 한국시리즈 1차전의 선발 투수였고, 승패없이 9이닝 3피안타 3실점을 기록했다.
은퇴 이후 지금까지 화방을 운영하고 있다고 알려져 있다.

## 통산 기록
| 연도 | 소속  | 평균 자책 | 경기 | 승 | 패 | 완투 | 이닝 | 피안타 | 피홈런 | 4사구 | 탈삼진 | 실점 | 자책점 | 비고 |
| ---- | ----- | --------- | ---- | -- | -- | ---- | ---- | ------ | ------ | ----- | ------ | ---- | ------ | ---- |
| 1982 | OB    | 2.18      | 8    | 5  | 0  | 3    | 45⅓  | 36     | 1      | 24    | 15     | 12   | 11     |      |
| 1983 | OB    | 6.32      | 17   | 4  | 2  | 1    | 62⅔  | 72     | 12     | 30    | 21     | 44   | 44     |      |
| 1984 | OB    | 7.36      | 3    | 0  | 0  | 0    | 3⅔   | 4      | 1      | 3     | 0      | 4    | 3      |      |
| 1985 | OB    | 3.38      | 3    | 0  | 0  | 0    | 5⅓   | 7      | 0      | 1     | 2      | 2    | 2      |      |
| 1986 | 청보  | 9.00      | 8    | 0  | 2  | 0    | 12   | 17     | 3      | 8     | 3      | 12   | 12     |      |
| 통산 | 5시즌 | 5.02      | 39   | 9  | 4  | 4    | 129  | 136    | 17     | 66    | 41     | 74   | 72     |      |